# Dominique Mbonyumutwa
Dominique Mbonyumutwa (enero de 1921 – 26 de julio de 1986) fue un político ruandés, primer Presidente de Ruanda.
Miembro de la etnia Hutu, Mbonyumutwa se convirtió el 28 de enero de 1961 en el primer presidente provisional del país, que todavía estaba bajo la administración belga. La república proclamada en el golpe de estado de Gitarama fue reconocida por Bélgica poco después. En un referéndum el 25 de septiembre de 1961, el 79.8% de los votantes votaron a favor de la abolición de la monarquía y confirmaron la república. El 26 de octubre de 1961 fue reemplazado por Grégoire Kayibanda, en virtud del cual el país se independizó el 1 de julio de 1962. Al igual que Mbonyumutwa, Kayibanda pertenecía al partido hutu dominante, el MDR-PARMEHUTU, fundado el 18 de octubre de 1959.